# يوستاس لاسيكاس
يوستاس لاسيكاس (6 أكتوبر 1997 بفيلنيوس في ليتوانيا - ) هو لاعب كرة قدم ليتواني في مركز الوسط. لعب مع نادي جالغيريس.

## روابط خارجية
- يوستاس لاسيكاس على موقع الاتحاد الدولي (مؤرشف)  (الإنجليزية)
- يوستاس لاسيكاس على موقع الاتحاد الأوربي (الإنجليزية)
- يوستاس لاسيكاس على موقع قاعدة بيانات كرة القدم.إي يو (الإنجليزية)
- يوستاس لاسيكاس على موقع ناشيونال فوتبول تيمز (الإنجليزية)
- يوستاس لاسيكاس على موقع Soccerway.com (الإنجليزية)